# 東京ガス大森グラウンド
東京ガス 大森グラウンド（とうきょうガス おおもりグラウンド）は、東京都大田区にある東京ガスのスポーツ施設。ラグビーグラウンドと野球場、テニスコート、屋内施設などで構成されている。

## 住所・アクセス
- 住所：東京都大田区大森東三丁目28番1号[1]
- アクセス：京浜急行「平和島駅」または「大森町駅」で下車。各駅から徒歩10～15分。[1][2]

## 施設概要
- ラグビーグラウンド（天然芝） - 東京ガスラグビー部、FC東京サッカー・フットサルスクール[3]が使用[4]。3段程度の簡易観客席あり[5][6]。
- 野球場 - 東京ガス硬式野球部が使用。観客約200人収容[7][8]。
- テニスコート（6面） - 東京ガス硬式テニス部が使用[9]。
- ミニグラウンド - 東京ガスラグビー部、FC東京サッカー・フットサルスクールが使用。
- 屋内施設